# Колли, Омар
Омар Колли (англ. Omar Colley; 24 октября 1992) — гамбийский футболист, защитник клуба ПАОК и сборной Гамбии. Двоюродный брат футболиста Эбрима Колли.

## Карьера

### Клубная
Начинал свою карьеру в гамбийской команде «Уоллидан». Через год молодой защитник перешёл в клуб «Реал Банжул», однако в нём он пробыл только один год.
В 2013 году Колли уехал выступать в Европу. Он подписал контракт с финской командой «КуПС», где сыграл 57 матчей за два сезона, таким образом став важным игроком основного состава. После окончания сезона 2014 был приглашен на просмотр в клубы Второй Бундеслиги «Арминия» и «Кайзерслаутерн». «Арминия» намеревалась приобрести игрока, однако стороны не сумели договориться о сумме трансфера. В январе 2015 года стал игроком шведского «Юргордена», контракт рассчитан на три года.

### В сборной
Выступал за юношеские сборные Гамбии до 17 и до 20 лет. С 2013 года является игроком национальной сборной Гамбии, за которую он провел 45 игр.